# HD56455
HD56455 — хімічно пекулярна зоря спектрального класу A0, що має видиму зоряну величину в смузі V приблизно  5,7.
Вона  розташована на відстані близько 425,2 світлових років від Сонця.

## Фізичні характеристики
Телескоп Гіппаркос зареєстрував фотометричну змінність  даної зорі з періодом    2,06 доби в межах від  Hmin= 5,71 до  Hmax= 5,67.

## Пекулярний хімічний склад
Зоряна атмосфера HD56455 має підвищений вміст 
Si
.